# Groot Nieuws Bijbel
De Groot Nieuws Bijbel is een Bijbelvertaling in de omgangstaal, vooral bedoeld voor niet-kerkelijke lezers. De naam is een vrije vertaling van evangelie, traditioneel vertaald als "Blijde Boodschap"; hieruit blijkt het hoofddoel om een Bijbeleditie te maken die toegankelijk was voor niet-gelovigen. Het is nadrukkelijk de bedoeling van de vertalers geweest om een vertaling te maken die voor 'iedereen' begrijpelijk is. Dit brengt echter een probleem met zich mee: ze zal niet in de kerk gebruikt worden en verschilt van de Nieuwe Bijbelvertaling, aangezien deze in formeler Nederlands is uitgebracht en wel in de kerk gebruikt kan en mag worden.

## Geschiedenis
Vanaf de jaren zestig kregen de gedachten van Eugene Nida veel invloed binnen de Wereldfederatie van Bijbelgenootschappen. Nida wilde een manier van vertalen promoten die de Bijbel toegankelijk zou maken voor mensen die geen kerkelijke binding hadden. Met een Engels en een Spaans voorbeeld voor ogen, werkte men aan een vertaling van het Nieuwe Testament in de omgangstaal. Deze heette Groot nieuws voor u en verscheen in 1972; vertaler was A.W.G. Jaake.
Het Nederlands Bijbelgenootschap en de Katholieke Bijbelstichting hadden inmiddels getracht tot een oecumenische Bijbelvertaling te komen, maar liepen hierin vast. Daarop werd besloten te komen tot een vertaling van het Oude Testament in de omgangstaal.
in 1983 verscheen de Groot Nieuws Bijbel; in 1995 verscheen een herziening.

## Principes en methodes
Kenmerkend voor de Groot Nieuwsvertaling is dat voor de vertalers de leesbaarheid voorop stond, de literaire eigenschappen kregen minder prioriteit. De vraag aan de meelezers was of men de tekst begreep; zo niet dan werd de tekst alsnog begrijpelijk gemaakt.
De term die men hanteerde was dynamisch equivalent: dynamisch: volgens de regels van het Nederlands, equivalent wil zeggen trouw aan de grondtekst. (Tegenwoordig wordt wel gezegd: doeltaalgericht, brontekstgetrouw).
Aan de vertaling werkten in principe drie kenners van de brontalen (Grieks of Hebreeuws) en één neerlandicus mee. Men werkte in vijf stappen. Belangrijk was de moderne typemachine met opslagmogelijkheid, die het de secretaresse mogelijk maakte wijzigingen aan te brengen zonder alles over te tikken.
Naast meelezers waren er ook adviseurs die de inhoud toetsten aan de kennis van dat moment.
Voor de deuterocanonieke boeken is een beroep gedaan op de Willibrordvertaling.
In 1996 is de Groot Nieuws Bijbel herzien; hierbij was aandacht voor de herziene vertaalprincipes, en voor nieuwe handschriften, stijl en voorleesbaarheid. Ook werd de nieuwe spelling doorgevoerd.

## Kritiek
Het werken vanuit een nieuwe vertaalopvatting maakte veel kritiek los. Het Bijbelgenootschap kreeg brieven met teksten als: "De honden lusten hier geen brood van" en "Gods Woord wordt verkwanseld". Het Bijbelgenootschap bleef echter achter het project staan.

## Versies
Er zijn verschillende uitgaven van de Groot Nieuws Bijbel in omloop:
- Groot Nieuws Bijbel 1983
- Groot Nieuws Bijbel met Deuterocanonieke Boeken 1983
- idem,herziene versie 1996
- Groot Nieuws Bijbel met Deuterocanonieke Boeken (met aantekeningen) 1998
- Groot Nieuws Bijbel / Jongereneditie
- Groot Nieuws Bijbel, voor jou!

Alle uitgaven van de herziene editie van de Groot Nieuws Bijbel kennen een woordenlijst, een lijst van aanhalingen uit het Oude Testament in het Nieuwe Testament, een lijst van anders genummerde verzen, een tijdtafel en een topografisch register. Daarnaast bevat deze Bijbelvertaling ook vele kaartjes in kleur.
* De eerste editie van de Vorstermanbijbel uit 1528 werd gepresenteerd als een nieuwe geautoriseerde rechtzinnige katholieke Bijbelvertaling. Deze editie bevatte feitelijk echter nogal wat eerder gepubliceerd Middelnederlands materiaal uit het tijdperk van voor de Reformatie als ook veel uit reformatorische kringen. In latere edities waren al essentiële reformatorische passages verdwenen en sloot het aanzienlijk meer aan op de tekst van de Vulgaat.  